# Clathrus
Clathrus là một chi nấm thuộc họ Phallaceae.

## Các loài
- Clathrus archeri
- Clathrus baumii
- Clathrus bicolumnatus
- Clathrus cameroensis
- Clathrus cancellatum
- Clathrus cheriar
- Clathrus chrysomycelinus
- Clathrus columnatus
- Clathrus crispus
- Clathrus crispatus
- Clathrus cristatus
- Clathrus delicatus
- Clathrus hainanensis
- Clathrus kusanoi
- Clathrus mauritianus
- Clathrus oahuensis
- Clathrus preussi
- Clathrus roseovolvatus[2]
- Clathrus ruber
- Clathrus transvaalensis
- Clathrus treubii
- Clathrus xiningensis